# 飯田和孝
飯田 和孝（いいだ かずたか、1982年3月15日 - ）は、TBSテレビ・コンテンツ制作局ドラマ制作部所属のテレビドラマのプロデューサー。

## 略歴・人物
埼玉県熊谷市出身。
熊谷市立東小学校、熊谷市立富士見中学校、埼玉県立熊谷高等学校、早稲田大学教育学部卒業後、2005年入社。
熊谷高校の２学年上に映画監督の入江悠、３学年下にお笑い芸人のカズレーザーがいる。
早稲田大学時代は早稲田大学英語会（WESS）に所属し、３年時は幹事長を務める。またドラマセクションに所属し、四大学英語劇大会に１年時はキャストとして、３年時はプロデューサーとして出場。WESSの先輩には俳優の内野聖陽がおり、英語劇大会出場者には、俳優の野際陽子（立教）、別所哲也（慶應）、古川琴音（立教）らがいる。
同期入社に、アナウンサーの青木裕子・岡村仁美・新井麻希、ドラマ制作部の田中健太、嵯峨祥平、石井大貴、報道記者の宮本晴代がいる。
2024年7月1日付でドラマ制作部エキスパート特任職スペシャリストに昇格。
2025年7月1日付でドラマ制作部エキスパート。

## テレビドラマ

### 演出補
- 吾輩は主婦である（2006年）
- セーラー服と機関銃（2006年）
- 波の塔（2006年）
- 花より男子リターンズ（2007年）
- 夫婦道（2007年）
- ジョシデカ（2007年）
- 佐々木夫妻の仁義なき戦い（2008年）
- 魔王（2008年）
- 本日も晴れ。異状なし（2009年）
- 官僚たちの夏（2009年）
- 特上カバチ（2010年）

### AP
- 南極大陸（2011年）
- 最高の人生の終り方（2012年）
- とんび（2013年）

### プロデューサー
- GM〜踊れドクター（2010年）
- 半沢直樹（2013年）
- 夜のせんせい（2014年）
- 天皇の料理番（2015年、Co.プロデュース）
- わたしを離さないで（2016年）
- せいせいするほど、愛してる（2016年）
- 小さな巨人（2017年）
- 陸王（2017年）
- 義母と娘のブルース（2018年、2020年、2022年、2024年）
- 集団左遷!!（2019年）
- ドラゴン桜2（2021年）
- マイファミリー（2022年）[3]
- 私がヒモを飼うなんて（2023年）※企画・プロデュース
- VIVANT（2023年）[4]
- アンチヒーロー（2024年、TBS）[5][6]
- 御上先生（2025年）
- VIVANT（2026年）

## 受賞歴
・２０２４年　エランドール賞・プロデューサー賞（「VIVANT」）
・２０２５年　第１１回　大山勝美賞　（「アンチヒーロー」「御上先生」の制作に対して）